# Laurent Koscielny
Laurent Koscielny (n. 10 septembrie 1985, Tulle, Limousin, Franța) este un fotbalist francez retras din activitate, care a jucat pe post de fundaș central la echipe ca Arsenal, Guingamp și Tours. Pe plan internațional, are prezențe la națională pentru Franța. După retragerea din activitate, a devenit director sportiv al clubului FC Lorient.

## Carieră
În 2007 a ajuns la Tours care juca în a treia divizie din Franța, cu care urma să promoveze în Ligue 2. Pe 16 iunie 2009, a semnat cu Lorient pe o sumă de aproximativ 1,7 milioane de euro.

### Lorient
După transferul său, s-a stabilit în primul unsprăzece a lui Lorient ca fundaș central. În unicul său sezon în echipă a acumulat 35 de meciuri în campionat marcând 3 goluri. Pe perioada de transferuri din 2010, Koscielny a ajuns la Arsenal pe o sumă de £ 8,450,000.

### Arsenal
Arsenal a oficializat transferul lui Koscielny pe 7 iulie 2010 și a primit tricoul cu numărul 6. A debutat cu "Gunners" împotriva lui Barnet într-un meci de pregătire. A debutat în campionat împotriva lui Liverpool pe Anfield.

## Statistici carieră
| Club         | Sezon        | Campionat      | Campionat | Campionat | Cupă    | Cupă   | Europe  | Europe | Total   | Total  |
| Club         | Sezon        | Divizie        | Meciuri   | Goluri    | Meciuri | Goluri | Meciuri | Goluri | Meciuri | Goluri |
| ------------ | ------------ | -------------- | --------- | --------- | ------- | ------ | ------- | ------ | ------- | ------ |
| Guingamp     | 2004–05      | Ligue 2        | 11        | 0         | 3       | 0      | —       | —      | 14      | 0      |
| Guingamp     | 2005–06      | Ligue 2        | 9         | 0         | 1       | 0      | —       | —      | 10      | 0      |
| Guingamp     | 2006–07      | Ligue 2        | 21        | 0         | 2       | 0      | —       | —      | 23      | 0      |
| Guingamp     | Total        | Total          | 41        | 0         | 6       | 0      | 0       | 0      | 47      | 0      |
| Tours        | 2007–08      | National       | 33        | 1         | 6       | 1      | —       | —      | 39      | 2      |
| Tours        | 2008–09      | Ligue 2        | 34        | 5         | 5       | 1      | —       | —      | 39      | 6      |
| Tours        | Total        | Total          | 67        | 6         | 11      | 2      | 0       | 0      | 78      | 8      |
| Lorient      | 2009–10      | Ligue 1        | 35        | 3         | 5       | 1      | —       | —      | 40      | 4      |
| Lorient      | Total        | Total          | 35        | 3         | 5       | 1      | 0       | 0      | 40      | 4      |
| Arsenal      | 2010–11      | Premier League | 30        | 2         | 9       | 1      | 4       | 0      | 43      | 3      |
| Arsenal      | 2011–12      | Premier League | 33        | 2         | 3       | 0      | 6       | 1      | 42      | 3      |
| Arsenal      | 2012–13      | Premier League | 25        | 2         | 4       | 1      | 5       | 1      | 34      | 4      |
| Arsenal      | 2013–14      | Premier League | 32        | 2         | 5       | 1      | 9       | 0      | 46      | 3      |
| Arsenal      | 2014–15      | Premier League | 27        | 3         | 6       | 0      | 6       | 0      | 39      | 3      |
| Arsenal      | 2015–16      | Premier League | 33        | 4         | 4       | 0      | 7       | 0      | 44      | 4      |
| Arsenal      | 2016–17      | Premier League | 33        | 2         | 2       | 0      | 8       | 0      | 42      | 2      |
| Arsenal      | 2017–18      | Premier League | 25        | 2         | 2       | 0      | 6       | 0      | 33      | 2      |
| Arsenal      | 2018–19      | Premier League | 17        | 3         | 2       | 0      | 10      | 0      | 29      | 3      |
| Arsenal      | Total        | Total          | 255       | 22        | 37      | 3      | 61      | 2      | 353     | 27     |
| Career total | Career total | Career total   | 398       | 31        | 59      | 6      | 61      | 2      | 518     | 39     |

1. ↑  Include meciuri din Coupe de France, Coupe de la Ligue, FA Cup, Football League Cup și FA Community Shield.

## Palmares

### Club
Arsenal
- FA Cup: 2013–14, 2014–15,[4] 2016–17[5]
- FA Community Shield: 2014,[6] 2015[7]
- Vice-campion Football League/EFL Cup: 2010–11,[8] 2017–18[9]
- Vice-campion UEFA Europa League: 2018–19[10]

### International
Franța
- UEFA European Championship: Runner-up 2016

### Individual
- Ligue 2 Team of the Year: 2008–09